# 截萼毛建草
截萼毛建草（学名：Dracocephalum truncatum）为唇形科青兰属下的一个种。

## 扩展阅读
維基物種上的相關：截萼毛建草